# Simone Tolle

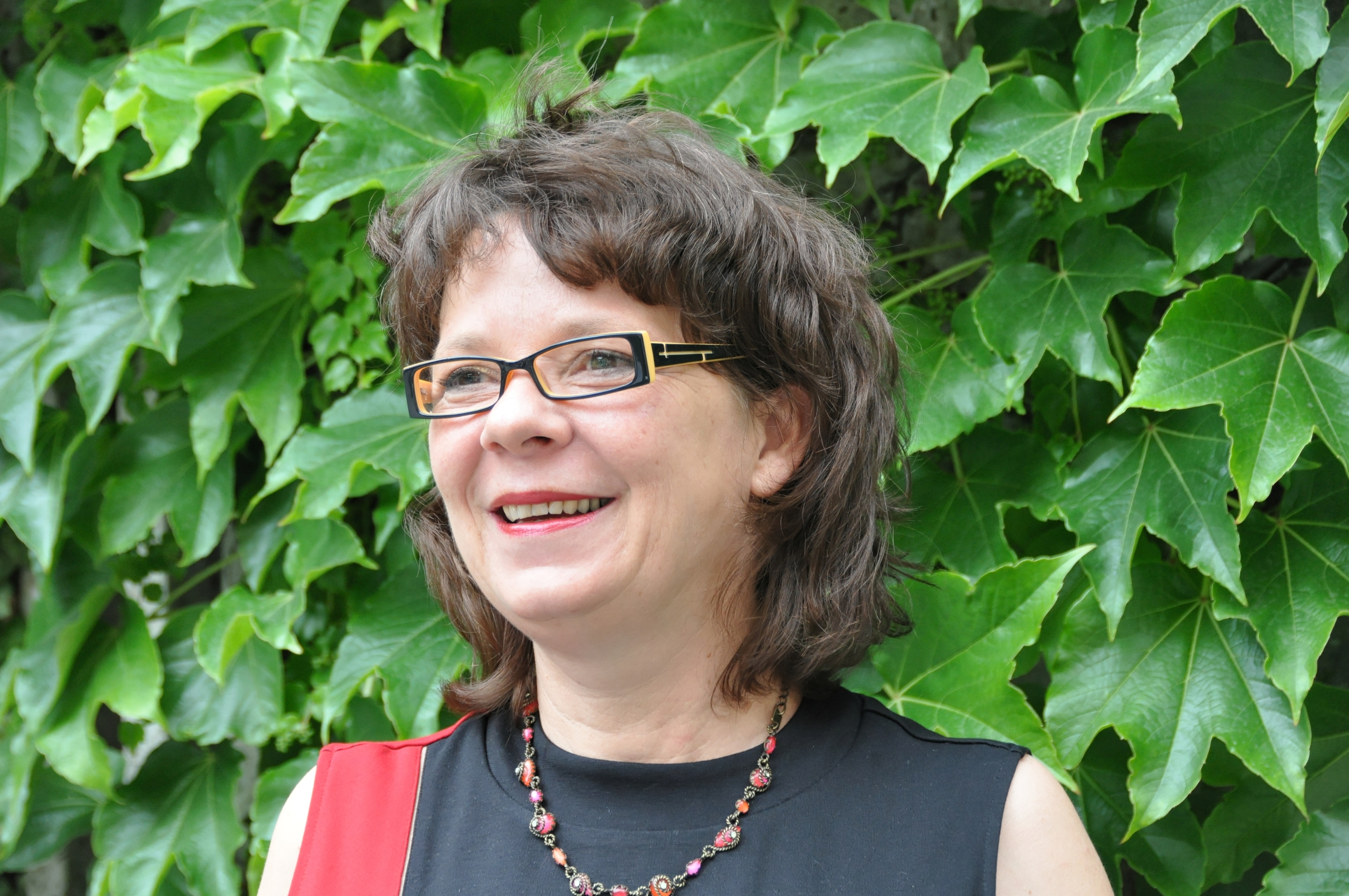
Simone Tolle 2012

Simone Tolle (* 15. Mai 1963 in Bad Kissingen) ist eine bayerische Landespolitikerin (Bündnis 90/Die Grünen) und gehörte dem Landtag von 2003 bis 2013 an. 

## Lebenslauf
Nach dem Fachabitur 1983 studierte sie an der Fachhochschule Würzburg-Schweinfurt Betriebswirtschaftslehre. Sie erlangte den Abschluss als Diplom-Betriebswirtin. Von 1992 bis 2003 arbeitete sie als Beauftragte für Public Relations und Kommunikation im Berufsförderungswerk Würzburg.

## Familie
Simone Tolle ist geschieden und hat eine Tochter.

## Partei
Sie ist seit 1996 Mitglied von Bündnis 90/Die Grünen. Seit 1997 ist sie Vorsitzende des Kreisverbandes Main-Spessart. Von 1999 bis 2003 war sie bayerische Delegierte im Länderrat. Seit 2000 gehört sie dem bayerischen Parteirat an. Seit 2002 ist sie Kreisrätin in Main-Spessart und dort stellvertretende Fraktionsvorsitzende. 

## Abgeordnete
Simone Tolle vertrat die GRÜNEN-Fraktion im Ausschuss für Bildung, Jugend und Sport. Sie war bildungs-, sport- und frauenpolitische Sprecherin der Fraktion.

## Mitgliedschaften in außerparlamentarischen Initiativen
Simone Tolle ist u. a. Mitglied von
- Bürgerinitiative gegen das Atomkraftwerk Grafenrheinfeld
- Verein für Fremdenfreundlichkeit gegen Rassismus e. V.